# Tegwalljong (průsmyk)
Tegwalljong (korejsky 대관령 – Tägwalljŏng) je průsmyk v pohoří Tchebek na severovýchodě Jižní Korey. Má nadmořskou výšku 832 m, ze správního hlediska patří do provincie Kangwon a vede přes něj stará silnice z Kangnungu do Pchjongčchangu. Z historického hlediska šlo o důležitou spojnici celých oblastí Jongso a Jongdong.
Podle průsmyku je pojmenována obec Tegwalljong-mjon.